# Tirà diademat bru
El tirà diademat bru (Ochthoeca fumicolor) és un ocell de la família dels tirànids (Tyrannidae).

## Hàbitat i distribució
Habita zones de matolls, vessants arbustius i boscos oberts als Andes, des de Colòmbia i l'extrem oest de Veneçuela, cap al sud, a través de l'Equador i Perú fins al centre de Bolívia.